# Corografía

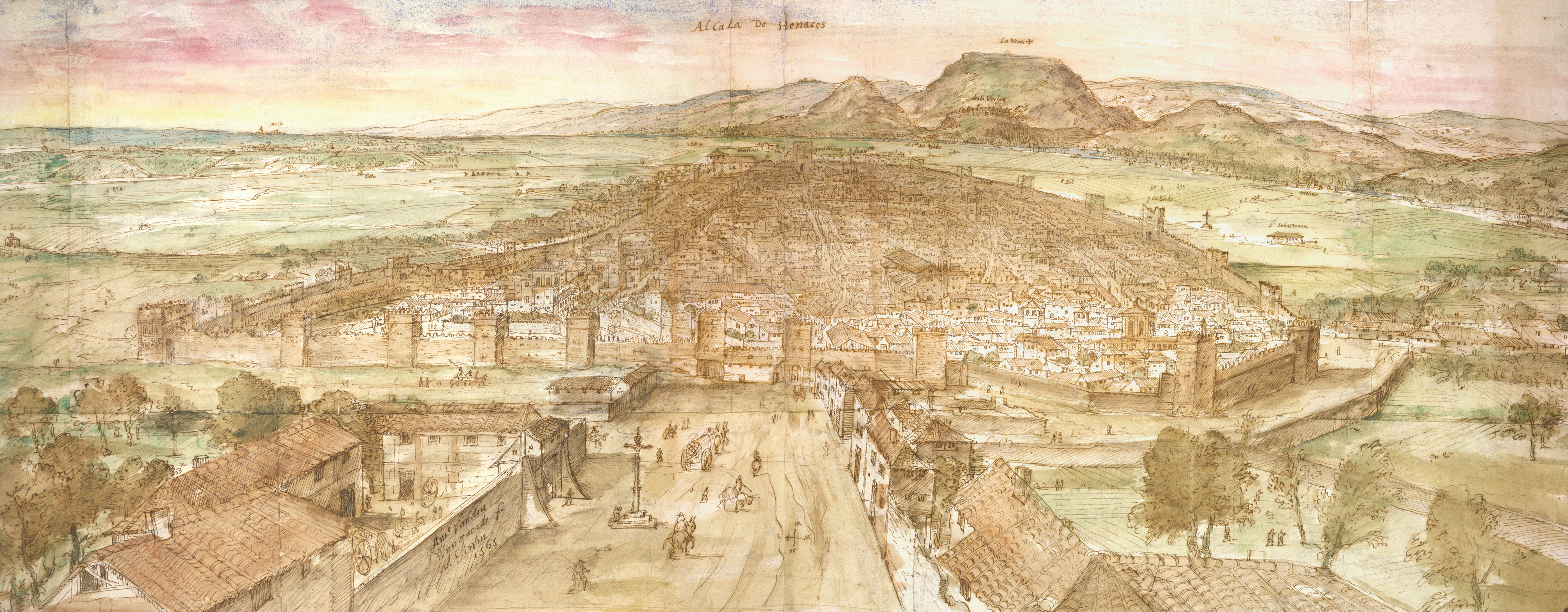
Vista corográfica de Alcalá de Henares en 1565, según dibujo de Anthonis van den Wijngaerde.

La corografía (del griego, χῶρος (chṓros), que significa un trozo de tierra ocupado por una persona o cosa) es la descripción de un país, de una región o de una provincia.  Presta especial atención a las condiciones físicas del terreno y al paisaje, además se tiene en cuenta el estudio de los topónimos.
Los antiguos griegos fueron los primeros en ocuparse de esta rama de la geografía, aplicándola en sus narraciones y mapas. Este tipo de estudios eran muy valorados por sus implicaciones económicas.
Los objetos de estudio del corógrafo son, primero, la toponimia, después la situación así como sus límites y extensión. Posteriormente, estudia los rasgos climáticos más destacados (sobre todo los vientos), acabando por la comunidad humana que la conforma. 